# Tedia
Tedia là một chi nhện trong họ Dysderidae.